# Alek Stojanov
Alek Stojanov (né le 25 avril 1973 à Windsor, dans la province de l'Ontario au Canada) est un joueur professionnel canadien de hockey sur glace ayant évolué à la position d'ailier droit.

## Carrière
Réclamé au premier tour par les Canucks de Vancouver lors du repêchage de 1991 de la Ligue nationale de hockey alors qu'il évolue pour les Dukes de Hamilton de la Ligue de hockey de l'Ontario, Stojanov retourne pour les deux saisons suivantes en LHO, s'alignant alors avec le Storm de Guelph et les Royals de Newmarket.
Devenant joueur professionnel en 1993, il rejoint alors le club affilié aux Canucks dans la Ligue américaine de hockey, les Canucks de Hamilton. Il rate cependant la majorité de la saison 1993-1994 en raison d'une blessure. Rejoignant le nouveau club-école des Canucks, le Crunch de Syracuse, la saison suivante, l'ailier fait ses débuts au cours de cette même année en LNH avec Vancouver prenant part à quatre rencontres.
Déçus de ses performances, alors qu'il n'obtient qu'un point en 58 parties lors de la saison 1995-1996, les Canucks le transigent alors aux Penguins de Pittsburgh en retour de Markus Näslund. Après n'avoir joué que 35 rencontres avec l'équipe en 1996-1997, il est cédé à la LAH pour la saison suivante.
Son contrat venant à terme à l'été 1998, Stojanov devient agent libre et n'est retenu par aucune équipe. Il partage la saison 1998-1999 entre trois formations dont les Vipers de Détroit de la Ligue internationale de hockey avec qui il reste jusqu'en 2000. Il rejoint par la suite et ce, pour deux saisons, les Scorpions du Nouveau-Mexique avant de se retirer de la compétition à l'été 2002.

## Statistiques
| Saison     | Équipe                       | Ligue      |     | Saison régulière | Saison régulière | Saison régulière | Saison régulière | Saison régulière |   | Séries éliminatoires | Séries éliminatoires | Séries éliminatoires | Séries éliminatoires | Séries éliminatoires |
| Saison     | Équipe                       | Ligue      | PJ  | B                | A                | Pts              | Pun              | PJ               | B | A                    | Pts                  | Pun                  |                      |                      |
| 1989-1990  | Dukes de Hamilton            | LHO        | 37  | 4                | 4                | 8                | 91               | -                | - | -                    | -                    | -                    |                      |                      |
| 1990-1991  | Dukes de Hamilton            | LHO        | 62  | 25               | 20               | 45               | 181              | 4                | 1 | 1                    | 2                    | 14                   |                      |                      |
| 1991-1992  | Storm de Guelph              | LHO        | 33  | 12               | 15               | 27               | 91               | -                | - | -                    | -                    | -                    |                      |                      |
| 1992-1993  | Storm de Guelph              | LHO        | 36  | 27               | 28               | 55               | 62               | -                | - | -                    | -                    | -                    |                      |                      |
| 1992-1993  | Royals de Newmarket          | LHO        | 14  | 9                | 7                | 16               | 26               | 7                | 1 | 3                    | 4                    | 26                   |                      |                      |
| 1992-1993  | Canucks de Hamilton          | LAH        | 4   | 4                | 0                | 4                | 0                | -                | - | -                    | -                    | -                    |                      |                      |
| 1993-1994  | Canucks de Hamilton          | LAH        | 4   | 0                | 1                | 1                | 5                | -                | - | -                    | -                    | -                    |                      |                      |
| 1994-1995  | Crunch de Syracuse           | LAH        | 73  | 18               | 12               | 30               | 270              | -                | - | -                    | -                    | -                    |                      |                      |
| 1994-1995  | Canucks de Vancouver         | LNH        | 4   | 0                | 0                | 0                | 13               | 5                | 0 | 0                    | 0                    | 2                    |                      |                      |
| 1995-1996  | Canucks de Vancouver         | LNH        | 58  | 0                | 1                | 1                | 123              | -                | - | -                    | -                    | -                    |                      |                      |
| 1995-1996  | Penguins de Pittsburgh       | LNH        | 10  | 1                | 0                | 1                | 7                | 9                | 0 | 0                    | 0                    | 19                   |                      |                      |
| 1996-1997  | Penguins de Pittsburgh       | LNH        | 35  | 1                | 4                | 5                | 79               | -                | - | -                    | -                    | -                    |                      |                      |
| 1997-1998  | Crunch de Syracuse           | LAH        | 41  | 5                | 4                | 9                | 215              | 3                | 1 | 0                    | 1                    | 4                    |                      |                      |
| 1998-1999  | Bulldogs de Hamilton         | LAH        | 12  | 0                | 1                | 1                | 35               | -                | - | -                    | -                    | -                    |                      |                      |
| 1998-1999  | Admirals de Milwaukee        | LIH        | 13  | 0                | 1                | 1                | 58               | -                | - | -                    | -                    | -                    |                      |                      |
| 1998-1999  | Vipers de Détroit            | LIH        | 27  | 1                | 3                | 4                | 91               | -                | - | -                    | -                    | -                    |                      |                      |
| 1999-2000  | Vipers de Détroit            | LIH        | 43  | 4                | 10               | 14               | 135              | -                | - | -                    | -                    | -                    |                      |                      |
| 2000-2001  | Scorpions du Nouveau-Mexique | WPHL       | 36  | 10               | 16               | 26               | 131              | -                | - | -                    | -                    | -                    |                      |                      |
| 2001-2002  | Scorpions du Nouveau-Mexique | LCH        | 28  | 10               | 6                | 16               | 98               | -                | - | -                    | -                    | -                    |                      |                      |
| Totaux LNH | Totaux LNH                   | Totaux LNH | 107 | 2                | 5                | 7                | 222              | 14               | 0 | 0                    | 0                    | 21                   |                      |                      |

## Transactions en carrière
- Repêchage 1991 : réclamé par les Canucks de Vancouver (1er choix de l'équipe, 7e au total).
- 20 mars 1996 : échangé par les Canucks aux Penguins de Pittsburgh en retour de Markus Näslund.